# قلعه چاه نو
قلعه چاه نو مربوط به دوره افشار تا دوره قاجار است و در شهرستان اردکان، بخش عقدا، دهستان عقدا، کیلومتری ۱۷ جاده نائین، مجموعه چاه واقع شده و این اثر در تاریخ ۷ اسفند ۱۳۸۶ با شمارهٔ ثبت ۲۱۶۸۸ به‌عنوان یکی از آثار ملی ایران به ثبت رسیده است.